# Instituto Ramon Llull

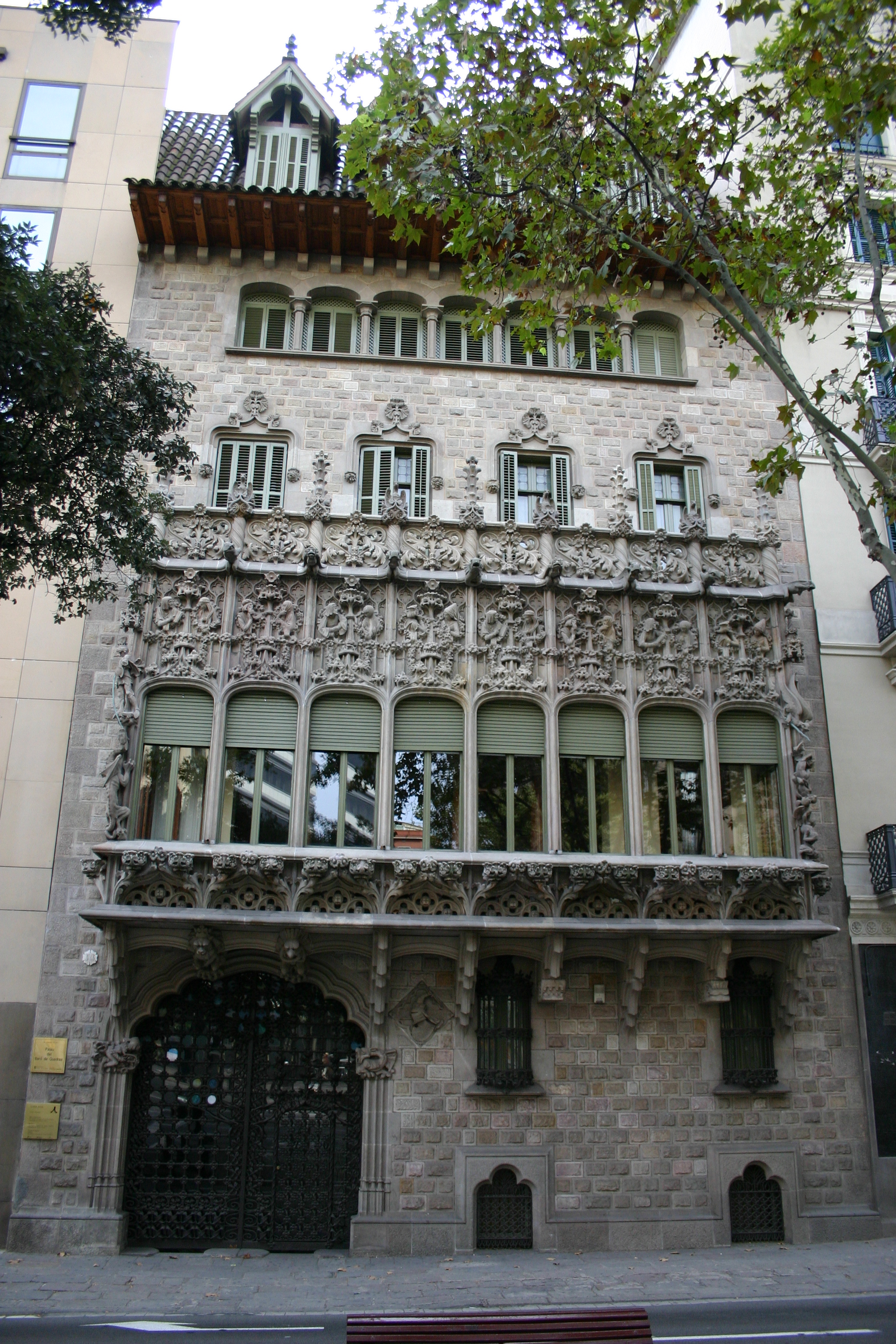
Palacio del Barón de Quadras, sede del Instituto Ramon Llull.

El Instituto Ramon Llull (en catalán Institut Ramon Llull, IRL) es una institución dependiente de la Generalidad de Cataluña, del Ayuntamiento de Barcelona y del Gobierno Balear con el objetivo de promover la proyección exterior de la lengua y la cultura catalanas. Tiene su nombre en honor a Ramon Llull, filósofo y escritor mallorquín en lengua catalana de los siglos XIII-XIV. Desde octubre de 2018 la directora del Instituto es Iolanda Batallé.
El IRL es uno de los integrantes, junto con el Gobierno de Andorra, el Consejo General de los Pirineos Orientales, la ciudad de Alguer y la Red de Ciudades Valencianas, de la Fundación Ramon Llull, con sede en Andorra.

## Historia
El Instituto fue creado por la Generalidad de Cataluña y el Gobierno de las Islas Baleares, mediante la firma de un convenio el 5 de abril de 2002. La creación del Instituto ocurrió en un momento político en el que gobernaban Convergència i Unió en Cataluña y un gobierno plural de izquierdas en Baleares formado por el PSOE-PSIB, PSM, EUIB, Els Verds y UM). Sin embargo, en las elecciones autonómicas del 25 de mayo de 2003, el PP recuperó el gobierno de la comunidad balear y las relaciones entre ambos patrones del instituto se fueron deteriorando, hasta que finalmente el gobierno balear decidió separarse del mismo el 25 de junio de 2004. El 26 de abril de 2005, ya con el gobierno catalán como único responsable del instituto, y con los mismos objetivos, se aprobaron unos nuevos estatutos. Con el nuevo cambio de administración en Baleares en diciembre de 2008, el instituto volvió a tener como integrantes a las administraciones autonómicas de Cataluña y Baleares.

## Actividades
El Instituto Ramon Llull desarrolla una política de colaboración con diversas instituciones culturales, entre ellas el Instituto Cervantes, para promover la lengua y cultura catalanas.